# Novo Barreiro
Novo Barreiro là một đô thị thuộc bang Rio Grande do Sul, Brasil. Đô thị này có diện tích 123,582 km², dân số năm 2007 là 3858 người, mật độ 31,22 người/km².